# Hakaria simonyi
Hakaria simonyi (лат.) — вид сцинковых ящериц из монотипического рода Hakaria Steindachner, 1899. Эндемик острова Сокотра (Йемен). Назван в честь венского математика, физика и натуралиста Оскара Симони (1852—1915), собравшего в 1899 году ботаническую коллекцию на этом острове.

## Ареал и места обитания
Является эндемиком острова Сокотра в Аравийском море, принадлежащего Йемену. Встречается на высоте от 10 до 1463 м над уровнем моря.

## Систематика
Вид был описан в 1899 году двумя зоологами независимо друг от друга: Жорж Альбер Буланже дал ему название Parachalcides socotranus, а Франц Штейндахнер — Sepsina (Hakaria) simonyi. Позднее Артур Лавридж показал, что описание Буланже вышло 18 мая, а Штейндахнера — между 5 и 15 мая, в связи с чем оно было признано приоритетным.